# Bruichladdich (Whiskybrennerei)
Bruichladdich [ˌbɹʊəxˈladɪ(ç)] ist eine Whiskybrennerei in Bruichladdich auf der Insel Islay, Schottland.

## Geschichte

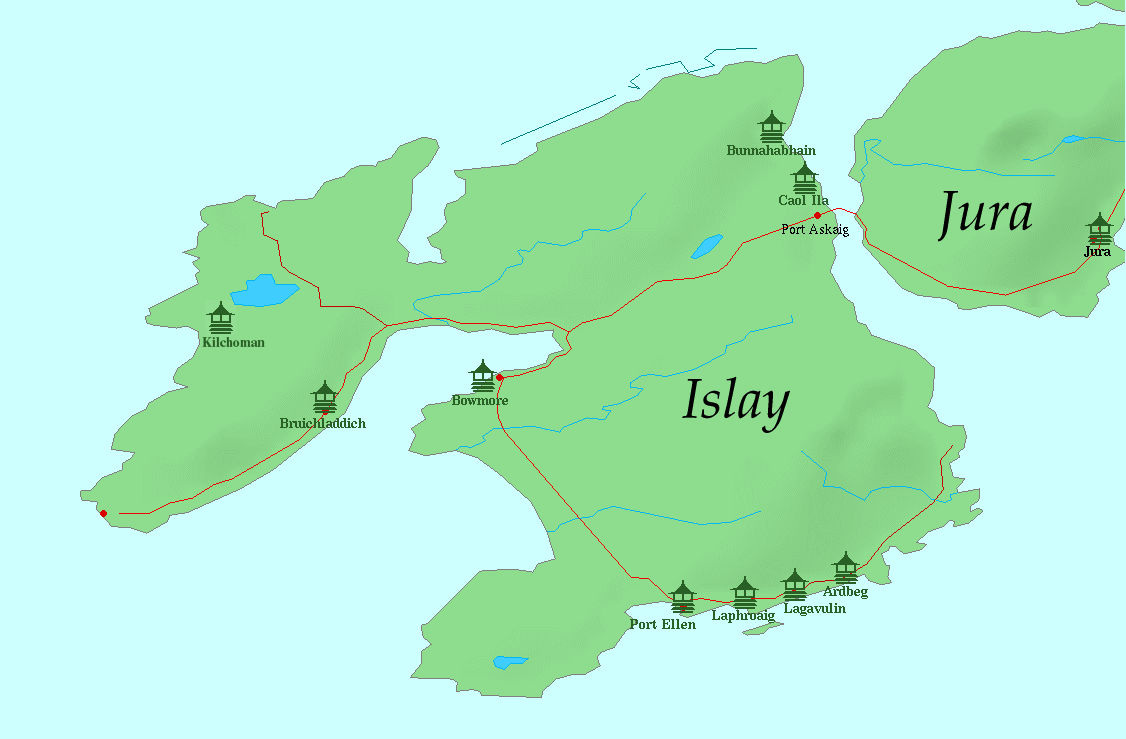
Islay

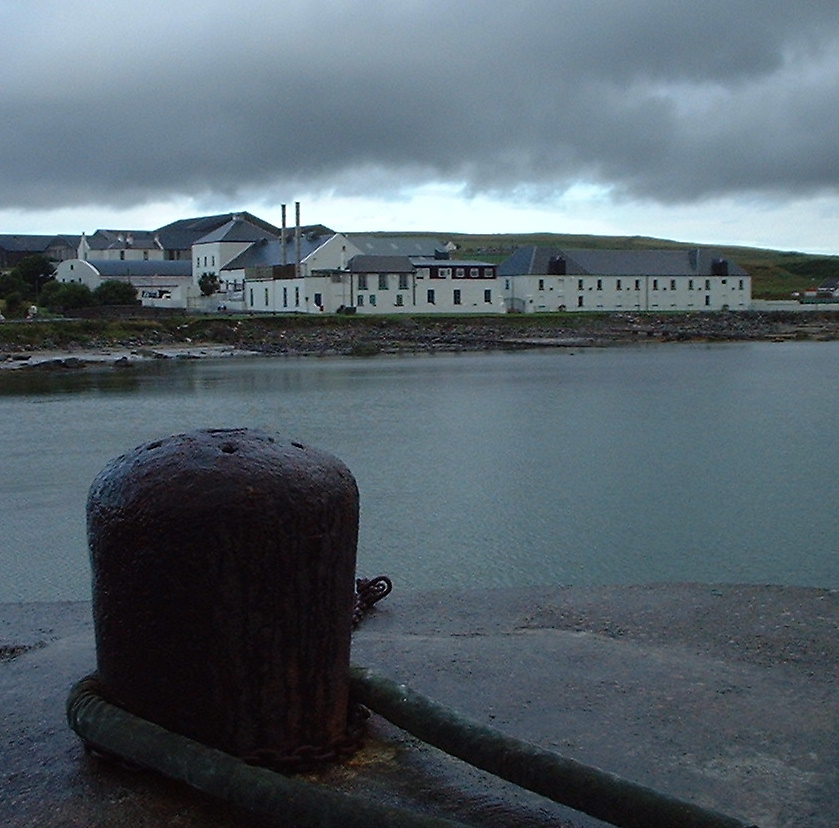
Ansicht der Brennerei

Bruichladdich wurde 1881 durch die Brüder Robert, William und John Gourlay Harvey an einer perfekten Lage am Rande von Loch Indaal, am Ostufer von the Rhinns, dem westlichsten Ausläufer der Insel Islay, erbaut. Zu dieser Zeit zählte der Betrieb zu den modernsten Destillerien. Ein Großteil der damaligen Ausrüstung wird noch heute verwendet. Im Gegensatz zu den meisten Brennereien, die aus umgebauten Bauernhäusern entstanden sind, wurde Bruichladdich als Destillerie geplant und gebaut. Die Gebäude wurden um einen zentralen Hof angelegt, der die Darren und eine Dampfmaschine zur Stromerzeugung beinhaltete.
Von 1929 bis 1937 wurde nicht produziert, danach folgten einige Besitzerwechsel. Invergordon baute 1974 ein weiteres Paar Brennblasen ein. 1994 wurde die Brennerei erneut stillgelegt, bis sie am 19. Dezember 2000 von Mark Reynier und seinen beiden „Murray McDavid“-Kollegen Simon Coughlin und Gordon Wright für 7.500.000 £ gekauft und anschließend vollständig renoviert wurde. Als Brennmeister konnte Jim McEwan (vorher bei Bowmore tätig) gewonnen werden. Die viktorianische Ausstattung wurde größtenteils erhalten. Die Geräte, Brennöfen und Rohrleitungen wurden in ihre Einzelteile zerlegt und durch ein Team von Ingenieuren neu zusammengebaut.
Im März 2007 gab Mark Reynier offiziell bekannt, die bereits 1929 geschlossene Lochindaal-Brennerei wieder zu eröffnen.
Am 23. Juli 2012 wurde bekanntgegeben, dass Rémy Cointreau die Brennerei für 58.000.000 £ gekauft hat.
2023 hat die Brennerei in einem Ranking von Cask Connoisseur zu den beliebtesten Whisky-Brennereien den vierten Platz belegt.

## Fassangebot
Zur Finanzierung des Wiederaufbaus bot die Destillerie ab dem Jahre 2002 Interessenten die Möglichkeit, ein eigenes Fass zu erwerben. Hierbei konnte der Käufer den Torfgehalt, die Art des zu verwendenden Fasses, dessen Größe sowie die Lagerdauer wählen. Mit dem Besitzerwechsel in 2012 wurde diese Option, die Whisky-Clubs und Malt-Liebhaber aus der ganzen Welt gerne genutzt hatten, abgeschafft.

## Produktion
Die Destillerie verfügt über einen Maischebottich (mit 6,2 t) und sechs Gärbottiche (zusammen 210.000 l). Destilliert wird in zwei Rohbrandblasen (zusammen 23.000 l) und zwei Feinbrandblasen (zusammen 21.000 l), die durch Dampf erhitzt werden. 2010 kam eine Lomond Still aus der stillgelegten Brennerei Inverleven hinzu. Seit dem 25. Mai 2003 ist die eigene Abfüllanlage in Betrieb. Im Mai 2004 wurde die eigene Böttcherei eröffnet, und seit Dezember 2004 wird das Malz zu 7 % aus Bio-Gerste von Islay hergestellt.

## Produkte
Von der Destillerie gibt es eine Vielzahl von Abfüllungen. Bis zur letzten Schließung 1994 verwendete man ausschließlich ungetorftes Malz, wodurch sich Bruichladdich von den anderen Islay-Brennereien unterschied. Seit der Neueröffnung 2001 gibt es sowohl ungetorfte als auch getorfte Whiskies. Außerdem gab es immer wieder Destillate mit experimentellem Charakter wie z. B. einen dreifach gebrannten (Trestarig) und einen vierfach gebrannten Whisky (X4). Die klassisch-ungetorften Whiskies werden weiterhin unter dem Namen Bruichladdich vertrieben. Daneben gibt es noch die Produkt-Linien Port Charlotte und Octomore für die getorften Whiskies. Einige getorfte Abfüllungen aus den Jahren 2001 bis 2005 wurden ebenfalls unter dem Namen Bruichladdich angeboten (z. B. Bruichladdich Peat oder Bruichladdich 3D). Seit Juni 2012 ist der Name Bruichladdich wieder den ungetorften Abfüllungen vorbehalten.
Der Classic Laddie ist eine ungetorfte Abfüllung der Brennerei. Er besitzt einen Alkoholgehalt von 50,0 % Vol.Alkohol und präsentiert sich seit 2023 in neuem Design und ohne Tube.
Der Port Charlotte wird mit ca. 40 ppm Phenol getorft und ist damit ähnlich rauchig wie die Whiskies von Süd-Islay (Laphroaig, Lagavulin, Ardbeg).
Ein besonderes Destillat, der torfigste Whisky der Welt, ist nach einer alten Brennerei (1816–1852) namens Octomore bei Port Charlotte benannt, die 1816 von George Montgomery, der sie bis 1840 betrieb, gegründet, heute auf dem Hof von James Brown liegt. Als der Whiskyhistoriker Alfred Barnard 1885–1887 insgesamt 162 Brennereien (129 in Schottland, 29 in Irland und 4 in England) besuchte und in seinem 500-Seiten-Werk The Whisky Distilleries of the United Kingdom exzellent beschrieb, war die Octomore-Destillerie lange verschwunden.
Der Octomore II wird seit 2002 bei Bruichladdich gebrannt. Der erste Octomore-Jahrgang wurde Ende 2008 in den Handel gebracht, sein Phenolgehalt lag bei 131 ppm. Er stieg beim Octomore 2 auf 140 ppm, beim Octomore 3 auf 152 ppm, beim Octomore 4.1 auf 167 ppm und 2012 beim Octomore 5.1 sogar auf weltweit einzigartige 169 ppm (Laphroaig enthält ca. 35 ppm, Ardbeg ca. 40 ppm).
Um diesen dominanten Rauchgeschmack mit weiteren Aromen  zu ergänzen, erschien im Februar 2012 eine Abwandlung dieser Abfüllung. Der Octomore 4.2 Comus wurde dazu für die letzte Phase der fünfjährigen Lagerung (die genaue Zeitspanne wird nicht bekannt gegeben) in Sauternes-Fässer eines französischen Weingutes nachgelagert.
Mit dem Octomore 8.3 setzte Bruichladdich eine neue unerreichte Marke mit 309 ppm bei 61,2 % Vol. Alkohol.
Ein weiteres Experiment ist ein Gin, dessen Zutaten größtenteils von Islay stammen. Er wurde in der Lomond Still gebrannt und kam als The Botanist Gin in den Handel.
Im Jahr 2012 führte die Brennerei die Abfüllserie „Black Art“ ein, bei der das Rezept unter Verschluss gehalten wird. Im November 2023 hat die Brennerei den Bruichladdich Black Art 11.1 veröffentlicht. Er ist für 24 Jahre gereift.

## Die Bruichladdich-Whiskyakademie
Bruichladdich bot die Möglichkeit, selbst in der Whiskyproduktion zu arbeiten. In einem fünftägigen Kurs wurden den Teilnehmern die Feinheiten des Whiskybrennens nähergebracht. Ende 2009 wurde dieses Angebot eingestellt.

## Galerie

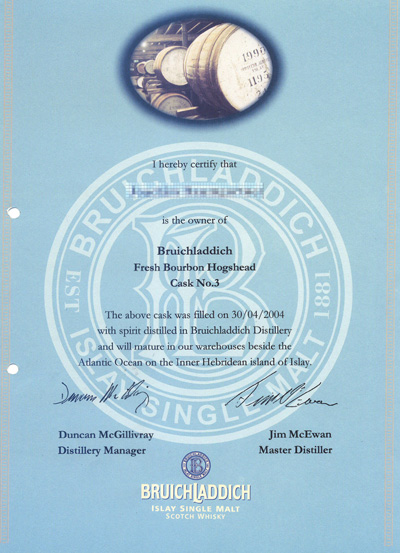
Eigentümerzertifikat
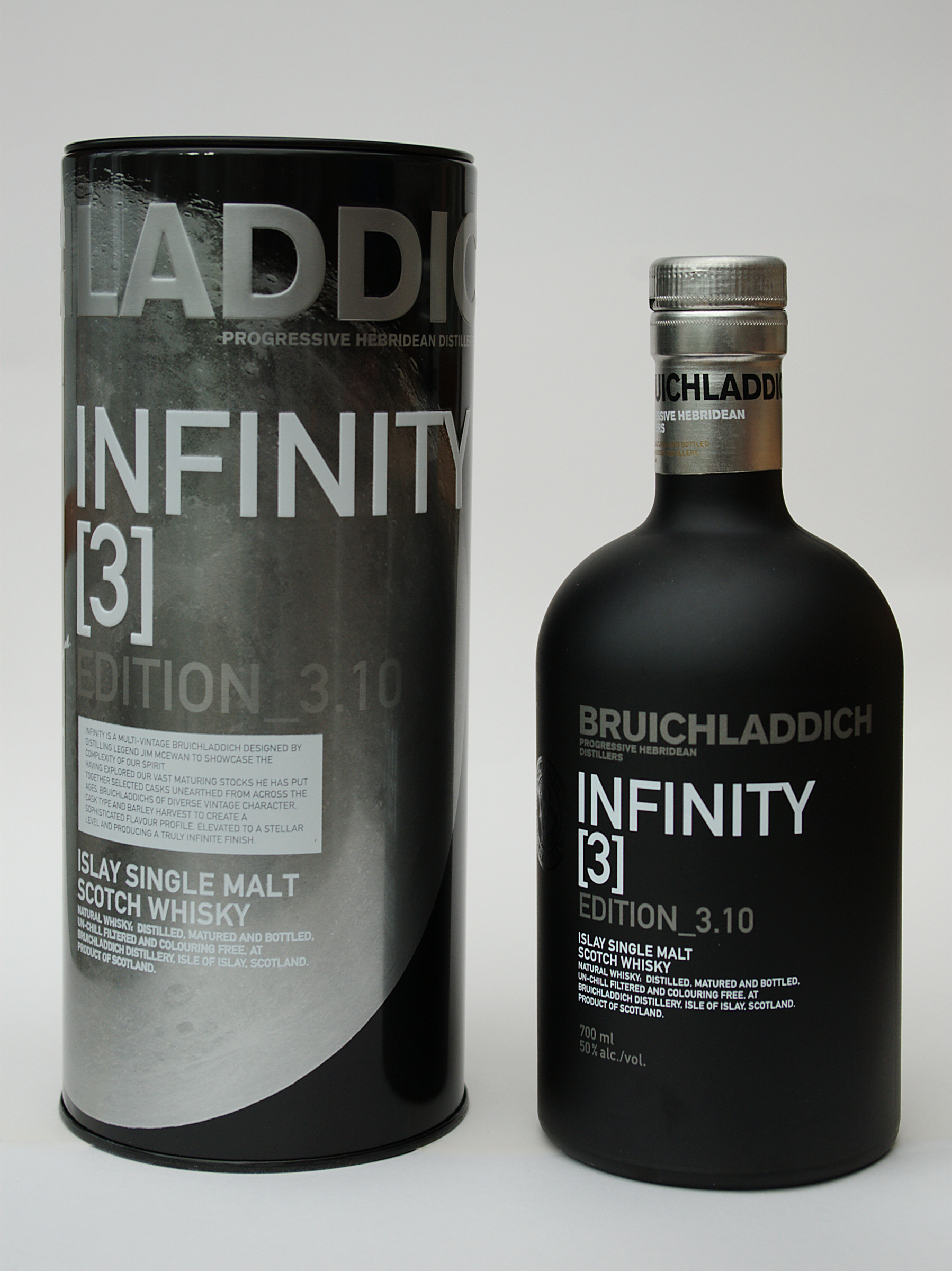
Bruichladdich Infinity Edition
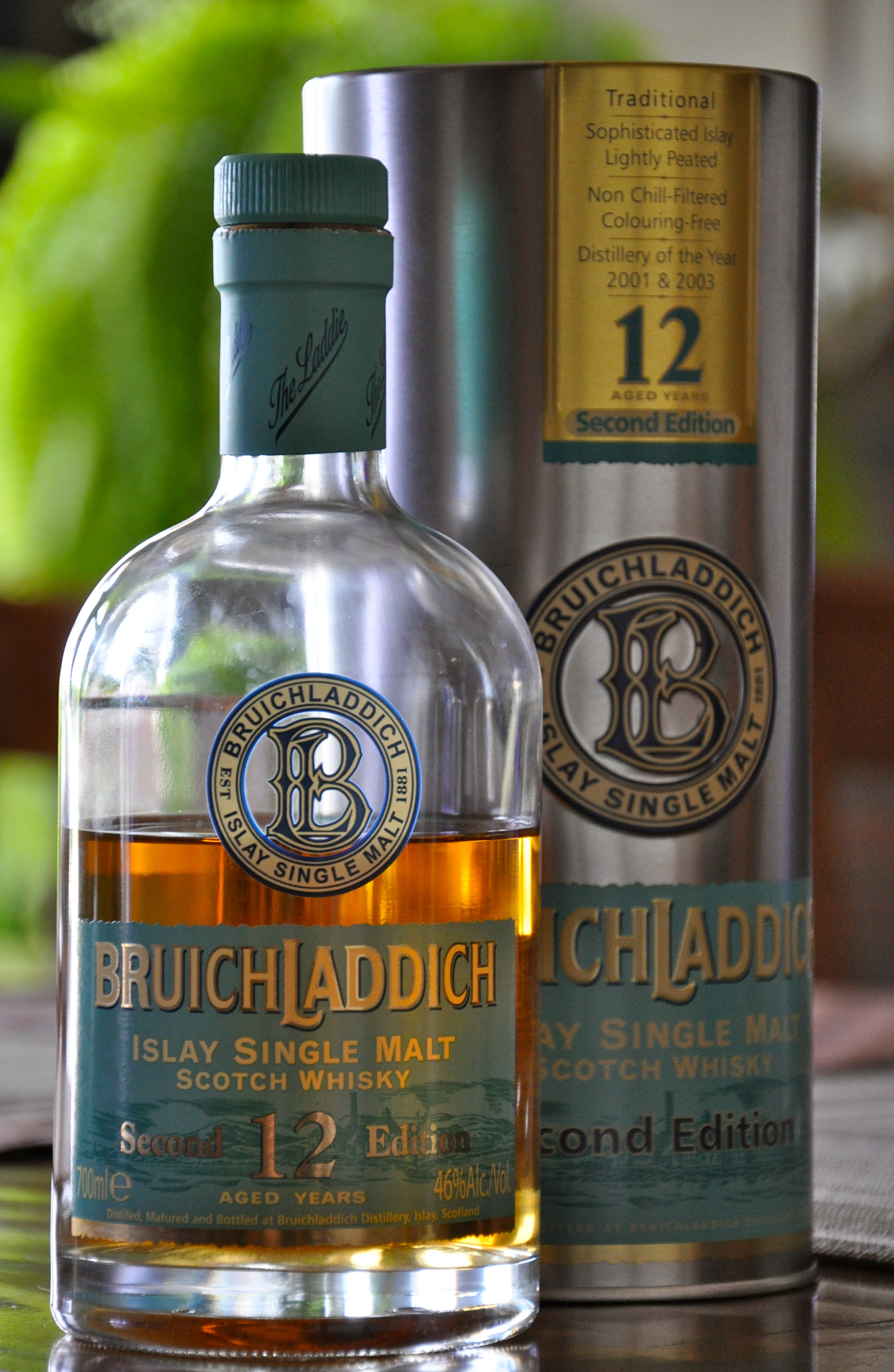
12-jähriger Bruichladdich, 2010 erworben
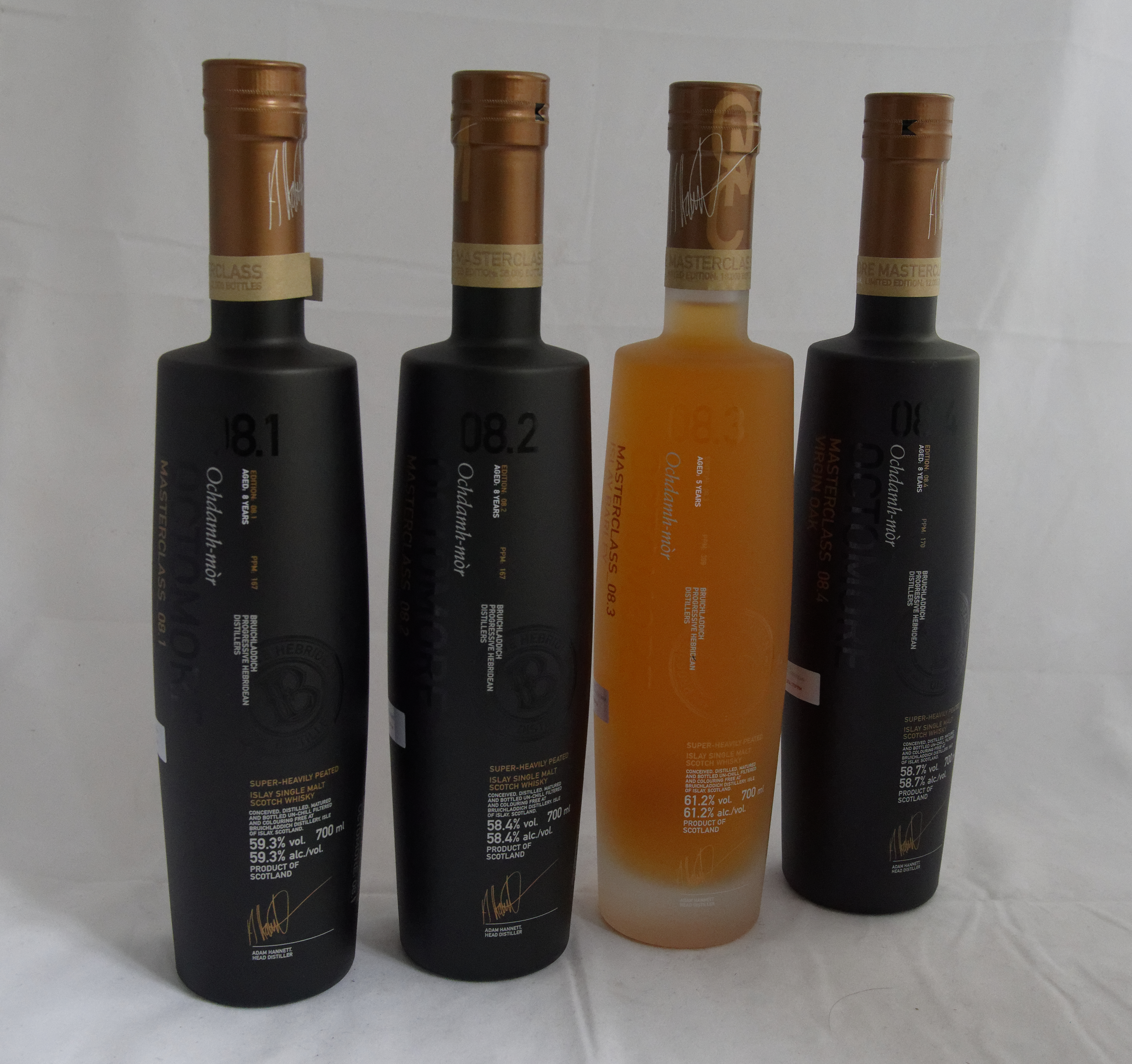
Octomore Masterclass, der torfigste Whisky 8.3 in der hellen Flasche